# Latifa Nabizada
Latifa Nabizada es una piloto de helicóptero afgana en la Fuerza Aérea Afgana. Una de las dos primeras mujeres piloto en servir en Afganistán que estaban calificadas para volar un helicóptero Mil Mi-17. En 2013, ya era coronel en la nueva Fuerza Aérea Afgana. La carrera de Nabizada en el ejército afgano ha inspirado a otras mujeres a unirse.

## Biografía
Nabizada creció en un barrio de clase media en la década de 1970, aunque su padre pasó seis años en la cárcel tras ser acusado de ser miembro de los muyahidines. Es de la etnia uzbeka, y "profundamente religiosa", siguiendo el Islam. Nabizada y su hermana, Laliuma Nabizada, querían convertirse en pilotos después de terminar la escuela y postularse a la escuela militar afgana en la Fuerza Aérea Afgana. Se les negó varias veces por "razones médicas", pero finalmente fueron admitidas en 1989 cuando un médico civil las certificó. Ambas hermanas tuvieron que hacer sus propios uniformes, ya que no había uniformes de mujer confeccionados en el ejército. En 1991, ella y su hermana se graduaron de la escuela de vuelo en helicóptero. Tanto Latifa como su hermana comenzaron a volar en misiones de transporte durante la guerra civil afgana. Durante sus misiones a menudo volaban juntas, aunque hacían también misiones en solitario, en las que tenían que evitar los misiles Stinger utilizados por los muyahidines, la mayor amenaza en ese momento para los aviones militares soviéticos y afganos. 
En 1992, después de la caída del régimen comunista, el nuevo gobierno muyahidín mantuvo a las hermanas Nabizada a su servicio como pilotos.

### La era talibana y el exilio
En 1996, cuando los talibanes se apoderaron de Kabul, las hermanas se mudaron a Mazar-i Sharif en un lugar seguro encontrado por el general Abdul Rashid Dostum. Su escondite en Mazar-i Sharif fue revelado por un exmiembro de la Fuerza Aérea que se pasó a los Talibán y las hermanas y su familia huyeron a Pakistán porque sus vidas estaban amenazadas.En 1998, durante la captura de Mazar-i Sharif, ella y su hermana robaron un helicóptero con la intención de huir a un refugio seguro en Uzbekistán, pero finalmente regresaron porque no podía dejar atrás a su familia. Durante este período, los talibanes buscaron a las hermanas, incluso deteniendo y torturando a sus tres hermanos, quienes nunca revelaron su ubicación. Ella y su familia finalmente se establecieron en Pakistán, donde vivieron en los campos de refugiados alrededor de Peshawar hasta el año 2000 cuando decidieron regresar a Afganistán.
En 2001 tras la caída del régimen talibán, la familia Nabizada regresó a Kabul, donde las hermanas ofrecieron sus servicios al nuevo Gobierno afgano de Hamid Karzai y fueron reincorporadas al recién creado Cuerpo Aéreo del Ejército Nacional Afgano como pilotos de helicóptero.

### Después de los talibanes
En 2004, Latifa se casó en un matrimonio arreglado con un asistente médico pero siguió volando después de su matrimonio. En 2006, ambas hermanas quedaron embarazadas. Todavía estuvieron volando en misiones durante el tiempo que pudieron durante sus embarazos. Latifa no tuvo problemas para dar a luz a su hija, Malalai, sin embargo su hermana Laliuma murió al dar a luz. Durante algún tiempo, Nabizada amamantó tanto a su hija como a la hija de su hermana, Mariam, pero cuando se hizo demasiado para cuidar de su sobrina, su abuela se hizo cargo del cuidado de Mariam.Unos meses después, Nabizada volvió a trabajar con los militares, la primera vez sin su hermana.Debido a que su esposo trabajaba y no había cuidado de menores u otra familia para cuidar de Malalai, Nabizada llevó a su hija con ella al trabajo y en vuelos en helicóptero. Malalai tenía solo 2 meses cuando voló por primera vez en el helicóptero. En 2011 Nazibada y su hija habían volado más de 300 misiones juntas. La mayoría de sus misiones con su hija eran de naturaleza humanitaria. Una vez que su hija tuvo la edad suficiente para ir a la escuela, comenzó a ir. Nabizada ha alentado a los militares a brindar cuidado de menores  para las mujeres que comienzan a unirse. En 2013, Nabizada y su familia afrontó amenazas de muerte del talibán debido a su vuelo, así que fue transferida a un trabajo de escritorio en el Ministerio afgano de Defensa en Kabul.